# Colliculus supérieur

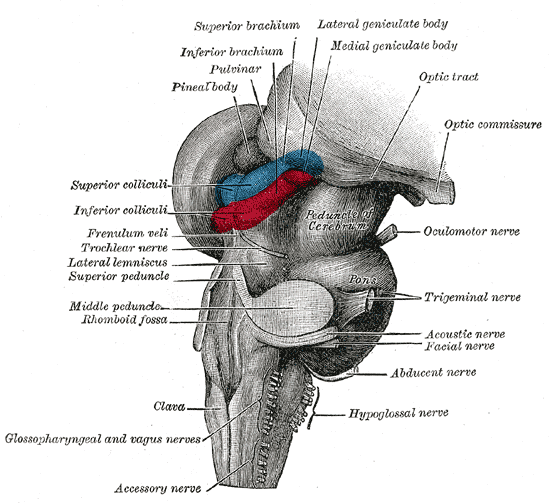
Rhombencéphale et mésencéphale ; vue postero-latérale. Le colliculus supérieur est colorié ici en bleu.

Le colliculus supérieur (pluriel : colliculi supérieurs) est une structure sous-corticale bilatérale, située sur le toit du mésencéphale. Le terme colliculus supérieur est généralement utilisé pour les mammifères et le terme tectum optique pour les autres animaux vertébrés. Son rôle est de diriger les récepteurs sensoriels de la tête vers des objets d'intérêt. On peut ainsi voir l'importance de la modalité sensorielle pour une espèce animale donnée en regardant la densité des terminaisons projetant vers le colliculus supérieur. Chez le singe, l'orientation de la fovéa vers une cible visuelle est une composante importante de la réaction d'orientation. Parallèlement, l'information visuelle est une entrée essentielle au colliculus supérieur : l'information motrice qui en sort permet de diriger le regard en produisant des saccades oculaires et/ou en orientant la tête. Pour un animal comme le rat, le colliculus supérieur joue plutôt un rôle dans l'orientation des vibrisses.

## Organisation laminaire du colliculus supérieur

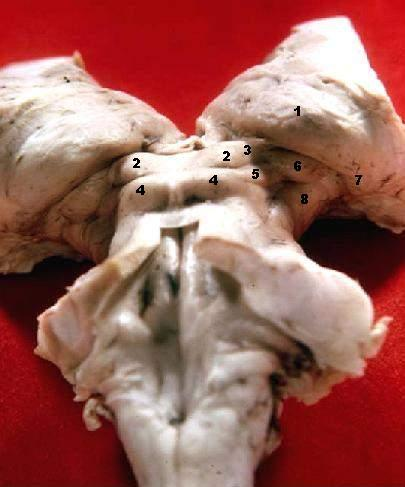
Vue postéro-inférieure du tronc cérébral et du thalamus. Les annotations numériques correspondent aux structures suivantes :
1. Pulvinar thalami
2. Colliculi superioris
3. Brachium colliculi superioris
4. Colliculi inferiores
5. Brachium colliculi inferioris
6. Corpus geniculatum mediale
7. Corpus geniculatum laterale
8. Crus cerebri

La particularité principale du colliculus supérieur chez le mammifère est son organisation laminaire. Le colliculus supérieur est composé de 7 couches alternées de fibres et de cellules, regroupées en deux unités fonctionnelles : un compartiment superficiel (sensoriel) et un compartiment profond (moteur). Cette subdivision du colliculus supérieur a été suggérée pour la première fois à la suite d'études comportementales et anatomiques chez l'écureuil,,. 
Chez le singe, les couches superficielles (de la plus superficielle à la plus profonde : stratum zonale, stratum griseum superficiale, et stratum opticum) reçoivent des entrées presque essentiellement visuelles. Les cellules sont topographiquement organisées et activées par des stimuli dans le champ visuel controlatéral. Chaque neurone visuel se caractérise par un champ récepteur. Le champ récepteur représente la zone du champ visuel dont la stimulation entraîne une réponse du neurone. Au sein de cette zone, certaines positions sont dites préférées car elles évoquent une plus grande décharge neuronale. Ventralement dans les couches superficielles, les cellules ont un champ récepteur plus large alors que les cellules plus proches de la surface du colliculus supérieur ont un champ récepteur inférieur à 1°. Les neurones ayant un champ récepteur localisé dans le centre du champ visuel sont situés dans la partie rostrale, ceux dont les champs récepteurs sont sensibles à la périphérie visuelle, sont situés dans la partie caudale du colliculus supérieur. Les neurones ayant un champ récepteur répondant à la partie supérieure du champ récepteur sont situés médialement et ceux dont le champ récepteur correspond à la partie inférieure du champ visuel sont situés latéralement. Les décharges neuronales dépendent des coordonnées rétiniennes de la stimulation visuelle et donc, quelle que soit la position de l’œil dans l'orbite, une zone de la surface colliculaire répondra toujours pour la même stimulation visuelle à condition que sa localisation sur la rétine reste inchangée. La représentation périfovéale est très importante au niveau des couches superficielles puisque les 10° les plus centraux du champ visuel occupent le tiers de la surface.
Les couches intermédiaires (stratum griseum intermediale et stratum album intermediale) et profondes (stratum griseum profundum et stratum album profundum) déchargent avant la saccade oculaire (20 à 30 ms avant son déclenchement). Les premières observations ont montré que ces neurones possèdent un champ moteur. Un champ moteur ici définit l'ensemble des saccades (définies par une direction et une amplitude) pour lesquelles le neurone enregistré va décharger. Dans cet ensemble de mouvements, le neurone déchargera avec une plus grande fréquence de potentiels d'action pour une direction et une amplitude (donc un vecteur) dites préférées. Certains de ces neurones à décharge motrice peuvent également posséder un champ récepteur visuel. On qualifiera alors ces neurones de visuo-moteurs. Ces derniers se situent plutôt dans les couches intermédiaires, les neurones des couches profondes se caractérisant uniquement par un champ moteur. Les champs moteurs des neurones colliculaires sont organisés topographiquement et ne présentent aucune dépendance par rapport à la position initiale de l’œil,. Le neurone déchargera donc pour le même mouvement oculaire quel que soit le point de départ de l’œil. Les neurones se situant dans la zone rostrale déchargent lors de mouvements de faibles amplitudes, voire pour des microsaccades produites lors de la fixation visuelle. Il a également été montré que ces neurones sont actifs pendant la poursuite lente d'une cible en mouvement. Les cellules de la partie caudale sont actives lors de saccades de plus grande amplitude. Les neurones sur le bord médian, déchargent préférentiellement pour des saccades dirigées vers le haut alors que ceux situés sur le bord latéral déchargent lors de saccades orientées vers le bas. Entre ces deux bords, sur le méridien horizontal, les neurones déchargent pour des mouvements purement horizontaux. Chez le reptile, l’oiseau, le poisson ou le mammifère, il a été observé que des neurones du tectum optique pouvaient décharger pour plusieurs types de stimulation sensorielle. Ainsi, chez le mammifère, les neurones des couches profondes déchargent pour des stimuli visuels, auditifs ou encore somatosensoriels. Chez l’animal anesthésié, les cartes visuelles, auditives et somatosensorielles semblent être alignées, suggérant que les signaux sensoriels ont été transposés dans un référentiel commun. Chez le singe éveillé, les champs récepteurs auditifs ne sont pas statiques (représentant toujours un même point de l’espace) mais flexibles,. En effet, la localisation spatiale des champs récepteurs auditifs varie en fonction de la position de l’œil. Chez le singe, le noyau du brachium ainsi que le noyau externe du colliculus inférieur constituent les deux sources auditives principales des couches profondes du colliculus supérieur. Concernant les informations somatosensorielles, des projections de la moelle épinière vers les couches profondes existent ainsi que des projections en provenance des noyaux dorsaux de la colonne (noyaux à la jonction entre la moelle épinière et le bulbe rachidien) qui acheminent des informations fines du toucher et proprioceptives.

## Communication entre les compartiments sensoriel et moteur
La mise en évidence de la correspondance entre l'organisation rétinotopique des couches superficielles et l'organisation topographique des couches motrices a amené l'idée que le colliculus supérieur joue un rôle clé dans l'intégration sensorimotrice. Cependant, quelques observations s’opposent à une communication entre les couches superficielles et profondes. Tout d’abord, les cellules des couches superficielles déchargent entre 100 et 120 ms avant les cellules des couches profondes. Cette longue latence ne va pas dans le sens d’une transmission directe entre ces deux compartiments. Ensuite, certains faits expérimentaux montrent que l’activation des cellules visuelles superficielles du colliculus supérieur n’est ni nécessaire ni suffisante à l’activation des couches profondes. En effet, sous certaines conditions expérimentales, l’activation vigoureuse par un stimulus visuel des cellules des couches superficielles n’entraine pas nécessairement une activation des cellules situées dans les couches plus profondes. De même, les neurones des couches plus profondes peuvent présenter des activités motrices en l’absence d’activité visuelle au niveau des couches superficielles, comme dans le cas de saccades effectuées dans l’obscurité totale. Il est important de noter également que le simple fait que les cellules des couches profondes puissent présenter une décharge en réponse à une stimulation visuelle n’indique pas obligatoirement une connexion directe entre couches superficielles et profondes. En effet, l’inactivation par refroidissement du cortex visuel entraine une suppression des activités visuelles dans les couches intermédiaires et profondes alors qu’elles sont toujours présentes dans les couches superficielles . Cependant, des cellules situées à la frontière des couches superficielles et intermédiaires déchargent avant des saccades visuellement guidées mais restent silencieuses pour des saccades spontanées. Cette observation indiquerait l’existence possible d’une connexion entre ces couches. 
Même s’il n’y a pas de preuve claire concernant la communication des deux compartiments (sensoriel et moteur), la stimulation de la couche superficielle entraîne un courant post-synaptique excitateur au niveau des couches intermédiaires chez la musaraigne. Chez le rat, des stimulations électriques du tractus optique ou directement des couches superficielles montrent une connectivité mono-, voire poly-synaptique entre la couche stratum griseum superficiale et la couche stratum griseum intermediale. L'utilisation de bicuculline (antagoniste GABAergique), montre une facilitation de la transmission du signal entre la couche stratum griseum superficiale et la couche stratum griseum intermediale indiquant un contrôle GABAergique de la connectivité interlaminaire. À un niveau comportemental chez le singe, l'occurrence de saccades de courte latence (“express saccades” en anglais) est augmentée par des microinjections d'un agoniste nicotinique au niveau de la couche stratum griseum intermediale suggérant une communication rapide entre les couches visuelles et motrices. Ce circuit intermédiaire pourrait jouer un rôle critique dans la réduction du temps de réaction et le déclenchement de saccades expresses, absentes après ablation du colliculus supérieur. 
Il a été également suggéré que les couches visuelles superficielles soient impliquées dans l’alignement des différentes cartes sensorielles au niveau des couches profondes. En effet, chez de jeunes chouettes âgées d’environ deux semaines, le port de prismes engendre de larges changements au niveau de la carte auditive des couches profondes du tectum optique. Aussi, une aspiration partielle des couches superficielles chez le furet nouveau-né perturbe l’émergence d’une carte auditive topographique dans les couches profondes du colliculus supérieur. Cette influence des couches superficielles sur le développement de l’organisation des couches profondes peut être aussi bien due à des connexions indirectes (les couches superficielles projetant sur le colliculus inférieur, ce dernier projette sur les couches profondes via le noyau du brachium ainsi que le noyau externe du colliculus inférieur) que directes (projections des couches superficielles vers les couches profondes comme suggéré plus haut). Dans le cadre d’une influence indirecte, une lésion restreinte aux couches superficielles limite l’adaptation de la carte auditive aux zones où les couches superficielles sont intactes dans le noyau externe du colliculus inférieur chez de jeunes chouettes (âgées d’environ deux mois). Cependant chez le furet, les couches superficielles ont des connexions topographiques excitatrices monosynaptiques sur les neurones des couches profondes du colliculus supérieur, avant même l’ouverture des paupières . Ceci suggère que les projections des couches superficielles vers les couches profondes peuvent très bien influencer directement l’organisation des couches profondes au cours du développement post-natal.